# Willem Marinus Dudok

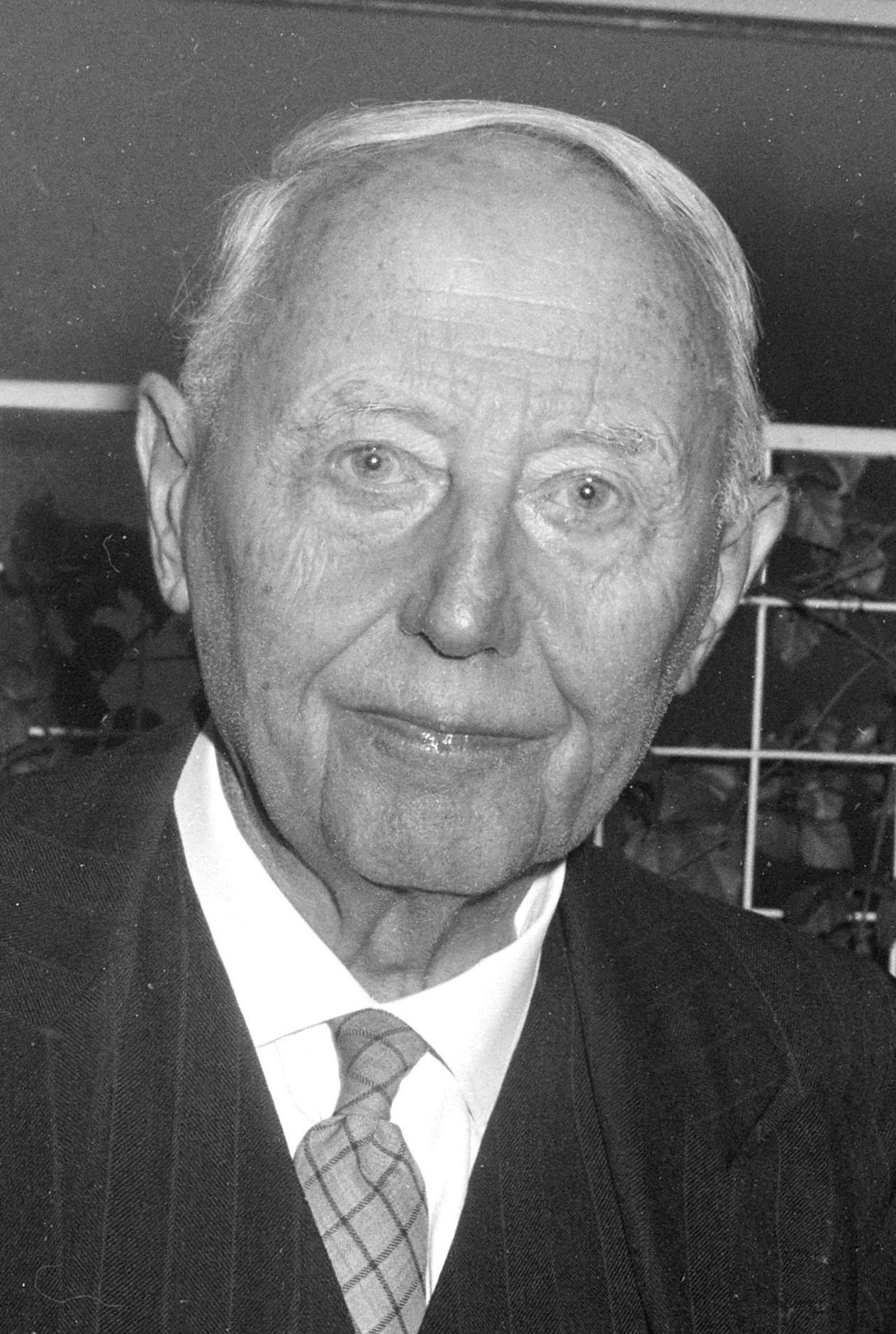
Willem Dudok, 1962

Willem Marinus Dudok (* 6. Juli 1884 in Amsterdam; † 6. April 1974 in Hilversum) war ein niederländischer Architekt. Seine bekanntesten Gebäude sind das Stadttheater in Utrecht, das Rathaus und das Hauptgebäude der Hochöfen (Koninklijke Hoogovens) in Velsen sowie rund 75 Gebäude, die das gesamte Stadtbild von Hilversum prägen. Dort war Dudok von 1915 bis 1927 Direktor der Stadtwerke, danach bis zu seiner Pensionierung im Jahr 1954 Stadtarchitekt.
In seinem Stil verarbeitete er zunächst Einflüsse von H. P. Berlage und der um ihn entstandenen Amsterdamer Schule, später von Frank Lloyd Wright. Dudok gilt als einer der maßgebenden Architekten der Niederlande.
1947 wurde er als assoziiertes Mitglied in die Académie royale des Sciences, des Lettres et des Beaux-Arts de Belgique aufgenommen.

## Bauwerke (Auswahl)

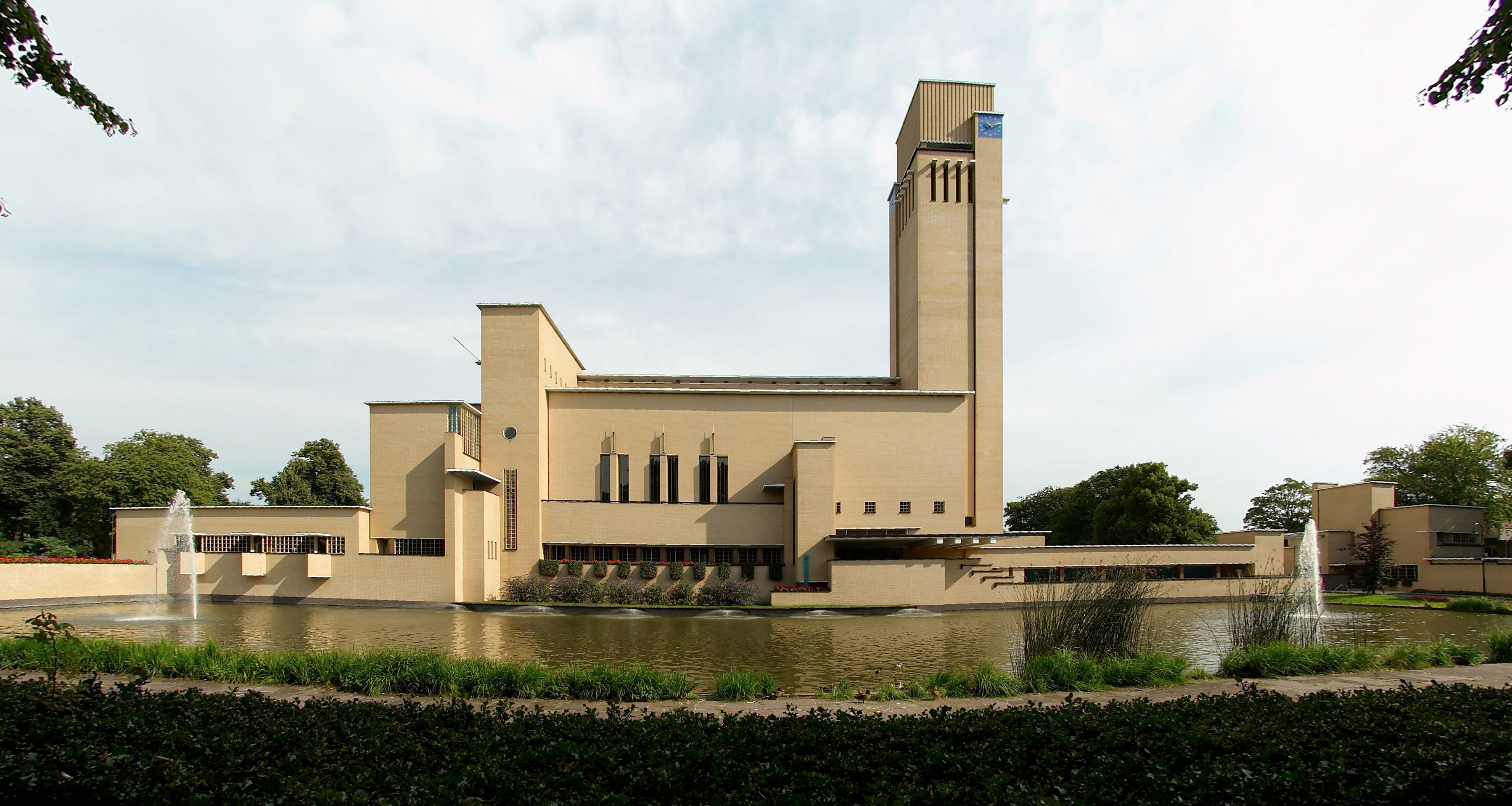
Das Rathaus von Hilversum

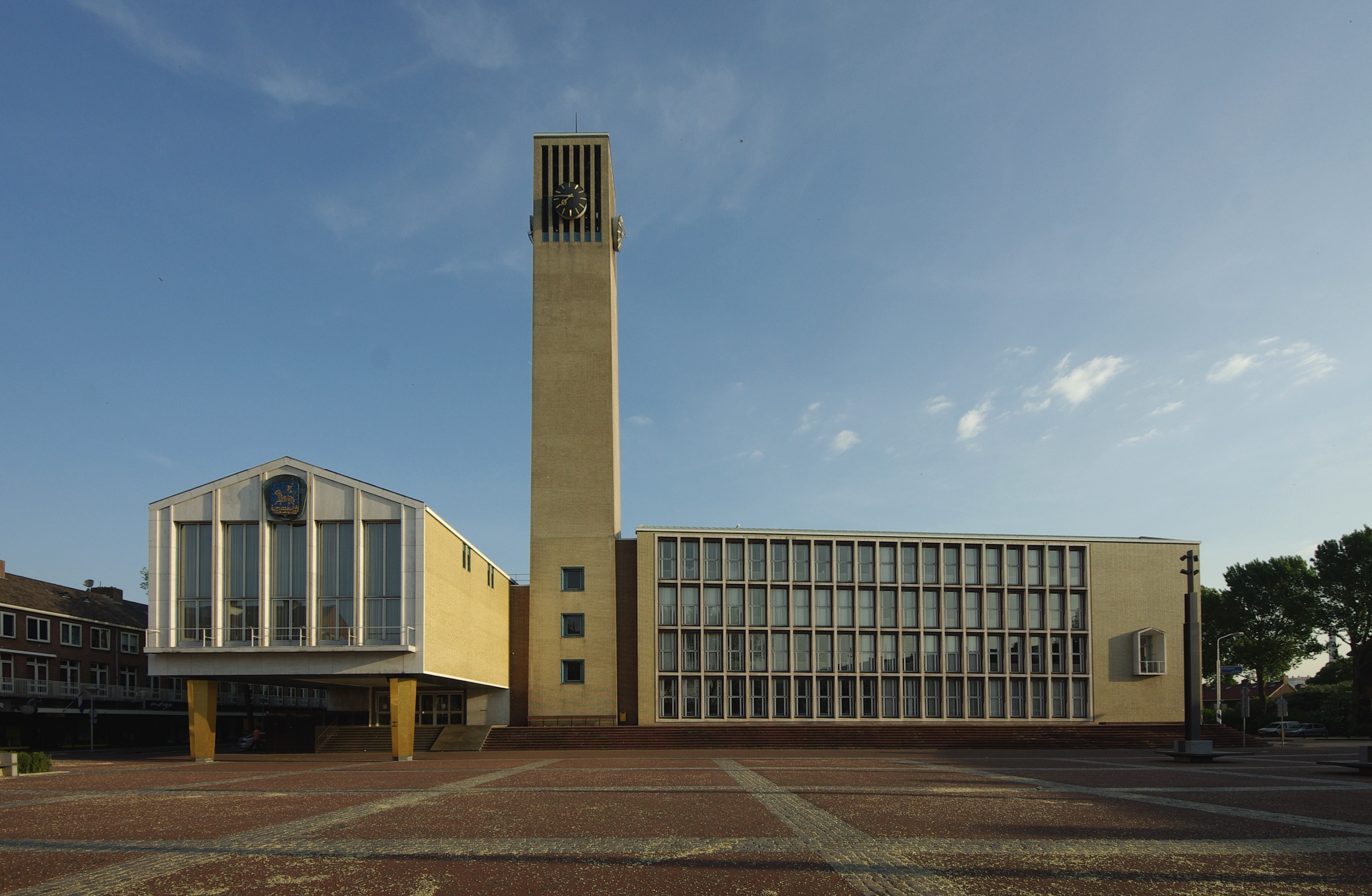
Rathaus der Gemeinde Velden

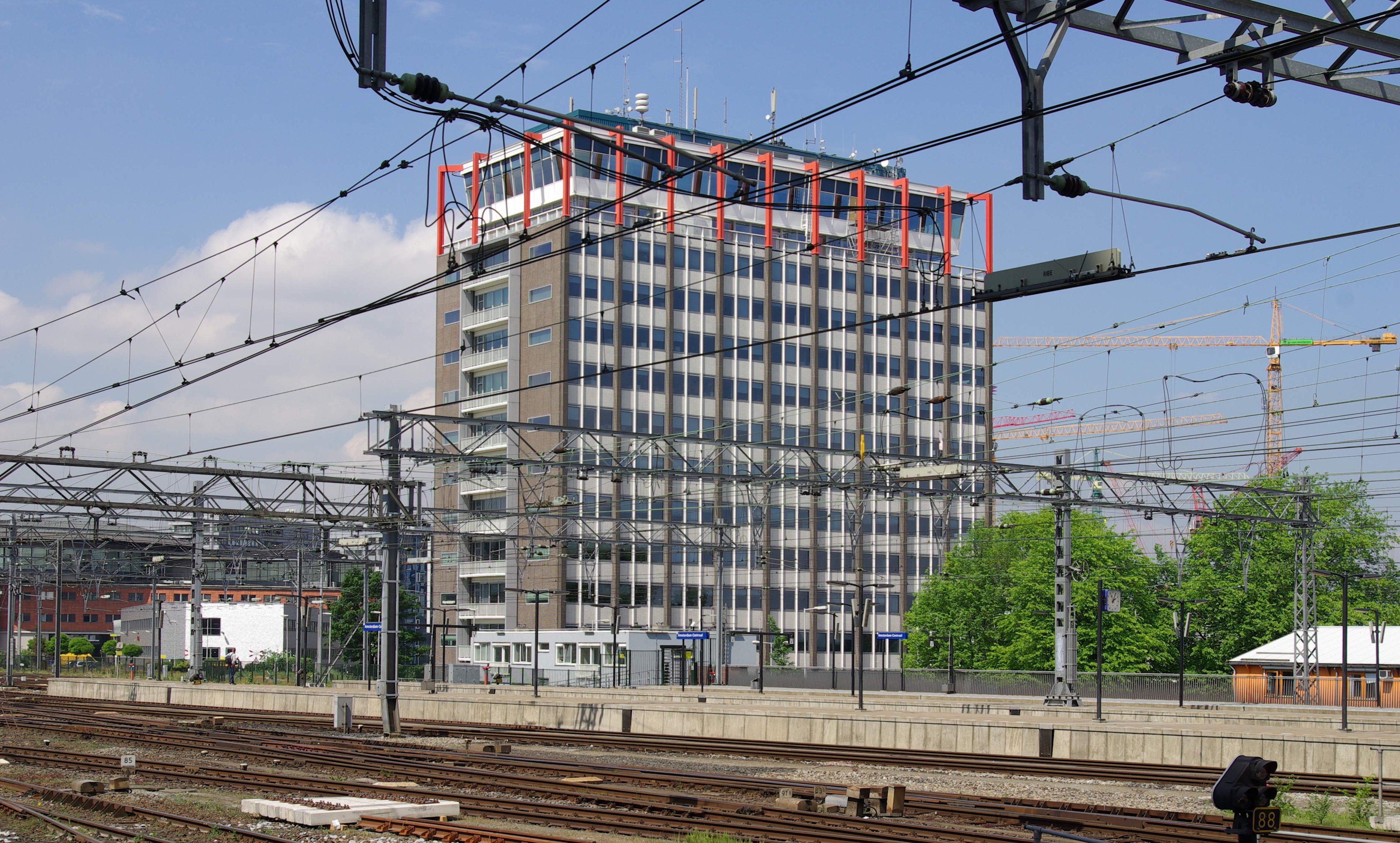
Havengebouw in Amsterdam

- Arbeitersiedlung (1914–1915), Leiderdorp (in Zusammenarbeit mit J.J.P. Oud)
- Gemeentelijke H.B.S. (1915), Schule, Leiden, heute Bonaventuracollege
- Geraniumschool (1916), Schule, Hilversum
- Gemeentelijk Sportpark Hilversum (1920), Stadion, Hilversum
- Dr. Bavinckschool (1921), Schule, Hilversum
- Badeanstalt (1921), Hilversum
- Wohnhäuser am Godelindeweg (1921–1922), Naarden
- J.P. Minckelersschool (1925), Schule, Hilversum
- Julianaschool (1925), Schule, Hilversum
- Catharinaschool (1925), Schule, Hilversum
- Julianaschool (1925), Schule, Hilversum
- Fabritiusschool & Ruysdaelschool (1926), Schulen, Hilversum
- Nassauschool (1927), Schule, Hilversum
- Collège néerlandais (1927–1939), Cité Internationale Universitaire de Paris
- Vondelschool (1928–1929), Schule, Hilversum
- Nelly Bodenheim Kleuterschool (1925), Kindergarten, Hilversum
- Rathaus Hilversum (1928–1931)
- Jan van der Heydenschool (1929), Schule, Hilversum
- De Bijenkorf (1929–1930), Kaufhaus, Rotterdam, 1940 zerstört
- Denkmal auf dem Abschlussdeich (1933)
- HAV Bank (1934), Bürogebäude, Schiedam
- Erasmusgebäude (1938–1939), Nijmegen
- Julianaschool (1925), Schule, Hilversum
- Siedlung Witte Dorp (1939), Eindhoven
- Stadttheater Utrecht (1941)
- Bürogebäude der ehemaligen Koninklijke Hoogovens (1947–1951), Velsen
- Tankstelle für Esso (1953), 112 Tankstellen, von denen noch zwei existieren
- Julianaflat (1959–1960), Wohnhaus, Bilthoven
- Rathaus der Gemeinde Velsen (1962–1965), IJmuiden
- Havengebouw (1963–1965), Amsterdam